# エボナイト

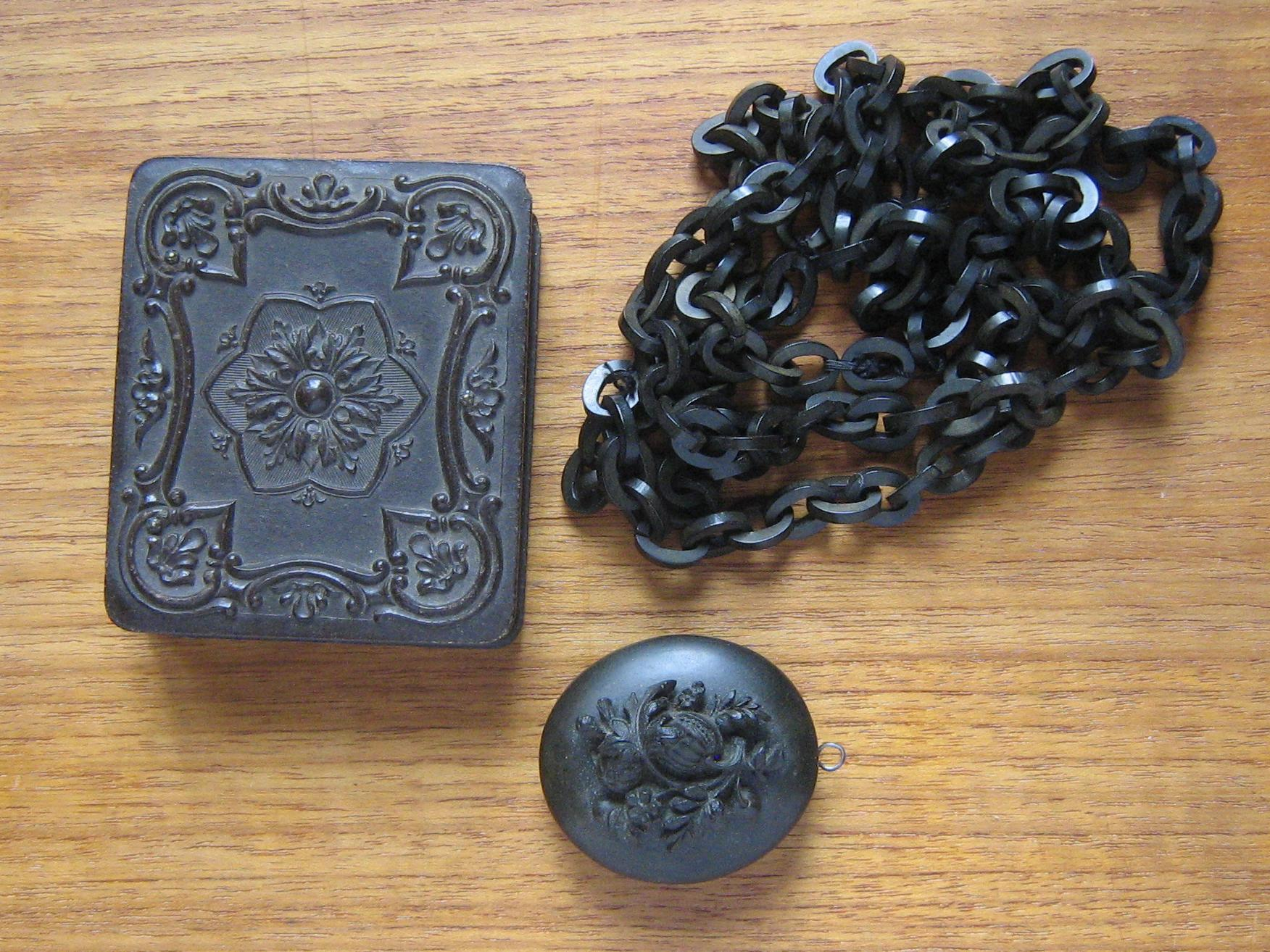
エボナイト製品の例

エボナイト（英語: ebonite）は、ゴムの一形態である。光沢をもった硬質な素材で、外観がコクタン（英語: ebony）に似ていることからエボナイトと呼ばれる。開発者はチャールズ・グッドイヤーであり、生ゴムを長時間加硫して硬化させたものである。含硫率は30 % - 40 %に及ぶ。
エボナイトは耐酸性、耐アルカリ性に優れ、また、機械的強度が高い。ボウリングの球や、万年筆の軸・インク供給部フィード、サクソフォーン、クラリネットといった楽器のマウスピースや喫煙用パイプの吸い口に用いられている。絶縁性も極めて高く、かつては電材として絶縁体に用いられていたが、より加工の容易な他の材料に取って代わられている。黒い色の製品が多いが、マーブル柄などの色エボナイトも存在する。見た目や質感はいわゆるプラスチック（合成樹脂）に似ているが、あくまでゴムの一種であり、天然樹脂に分類されるものである。合成樹脂のような経年劣化が無く、耐候性や耐久性に優れるが、紫外線や湿気による表面の艶落ちや変色がある。
万年筆の軸に使われる素材は他にもレジンやセルロイドがあるが、エボナイトで作られた物が最も製品的に優れていると言われている。材質が稀少であるため、現在ではエボナイトでレギュラー品を制作するメーカーは少なく、一部のメーカーが軸などにエボナイトを使用する程度である。